# Eurytoma caulicola
Eurytoma caulicola is een vliesvleugelig insect uit de familie Eurytomidae. De wetenschappelijke naam is voor het eerst geldig gepubliceerd in 1971 door Zerova.